# Рассиды
Расси́ды или Касими́ды (араб. التناقضات‎) — династия зейдитских имамов Йемена, правившая в 897—1962 годах.
Имамы, а затем и короли Йемена были религиозными лидерами, принадлежавшими к зейдитской ветви шиитского ислама. С 897 года они установили смесь религиозного и светского правления в некоторых частях Йемена. Их имамат существовал до республиканского переворота 1962 года. Историк Ибн Хальдун (ум. 1406) упоминает клан, откуда клан, откуда происходили имамы — как Бану Расси или Рассиды.
В оригинальных арабских источниках термин «Рассиды» почти не используется; в западной литературе это обычно относится к имамам средневековья, вплоть до XVI века. Ветвь Рассидов, пришедшая к власти с имамом Аль-Мансуром аль-Касимом (1597—1620), известна как Касимиды (Аль Касими).
Йемен на протяжении большей части этого периода лишь изредка был единым политическим образованием; фактически, то, что входило в его границы, широко варьировалось, и оно не управлялось последовательно или единообразно какой-либо единственной группой правителей, за исключением коротких периодов времени. Он существовал как часть ряда различных политических систем или правящих династий между IX и XVI веками, после чего стал частью Османской империи.
Северная часть Йемена перешла под власть Османской империи в XVI веке, а в 1839 году Великобритания оккупировала и колонизировала южный Йемен.

## История

### Учреждение имамата
Имамы основывали свою легитимность на происхождении от пророка Мухаммеда, в основном через известного зейдитского теолога Аль-Касима ар-Расси (ум. 860 г.) — его прозвище относится к ар-Рассу, собственности в окрестностях Мекки, которой он владел. После него средневековые имамы иногда называются Рассидами. Первый представитель правящей линии, его внук Аль-Хади иля-ль-Хакк Яхья, родился в Медине. Его известность как интеллектуала, а также выдающегося лидера привела к его приглашению в Йемен. Его призвали управлять высокогорными племенами в 893 году и снова в 896—897 годах. Усилия Аль-Хади в конечном итоге стали основными руководящими принципами как религиозных, так и политических характеристик йеменского зейдизма. Однако Аль-Хади не удалось укрепить своё правление во всём Йемене. Он не мог даже создать прочное государство в высокогорье из-за сильной локализации, сохраняющейся в регионе. Против его правления были восстания, а также те слои населения, которые не принимали претензии на религиозно-политическое правление как самого Аль-Хади, так и его преемников.
Несмотря на то, что Аль-Хади не удалось создать какую-либо постоянную административную инфраструктуру, его потомки стали местной аристократией северного нагорья, и именно из них было выбрано большинство имамов Йемена на следующую тысячу лет. Иногда имамов избирали из других линий, происходивших от пророка Мухаммеда.
Сам зейдизм зародился в первой половине VIII века в Куфе. Его основоположником считается внук третьего шиитского имама Хусейна, Зейд ибн Али, который в 739 году поднял вооружённое восстание против омейядского халифа Хишама. Восстание было подавлено, а Зейд ибн Али убит. Его последователи основали особую шиитскую секту, которая отличалась тем, что учила, что пророк Мухаммад назначил халифа Али ибн Абу Талиба имамом исламской общины скорее не из-за божественного предписания, а из-за его личных достоинств. Они считали, что пятым шиитским имамом должен был стать Зейд, а не его брат Мухаммад аль-Бакир. Потомки и приверженцы Зейда в 864 году создали на юго-западном побережье Каспийского моря (Табаристан, Дейлем и Гилян) зайдитское государство, которое просуществовало около трёхсот лет.
В первой половине VIII века алид Турджуман ад-дин аль-Касим ар-Расси основал династию в Хиджазе. Но подлинным основателем династии стал его внук — великий имам Аль-Хади иля-ль-Хакк Яхъя. В 893 году хиджазские зейдиты избрали его своим имамом, в то время, когда ещё были живы его старшие братья и отец. Став имамом, он сразу развернул бурную деятельность. Уже в 893 году Имам совершил первый поход на Йемен, окончившийся провалом. В марте 897 года он вторично появился в Йемене, в котором в это время местные племена вели ожесточённую междоусобную войну. Аль-Хади иля-ль-Хакк Яхъя выступил в качестве посредника и сумел примирить враждующие стороны. Вскоре он овладел Баратом, Саадой и Ниджраном. Многие горные племена Йемена также признали его власть. В 899 году большая группа зайдитов из Табаристана прибыла в Сааду. Они составили ядро армии Яхьи, с помощью которой он в 901 году занял Сану и распространил свой контроль на большую часть Йемена.
Но уже в 906 году против зейдитов выступили исмаилиты во главе с имамом Али ибн Фадла. Сын Яхьи, Мухаммад аль-Муртада, наследовавший ему в 911 году, явно не справлялся со своими обязанностями, и община лишила его власти, провозгласив в 913 году новым имамом его брат Ахмад ан-Насир. Собрав 80-тысячное войско, он вновь покорил горные районы Йемена вплоть до Адена и потеснил исмаилитов, но не смог взять Сану. В 934 году он потерпел тяжёлое поражение от Яфуридов и признал их власть.
Таким образом началась в Йемене борьба между светскими и духовными правителями, которая продолжалась затем на протяжении нескольких веков. То одна, то другая сторона поочерёдно побеждала в этой борьбе. Внук Ахмада Юсуф ад-Даи в конце X века на короткое время вновь подчинить Сану, но вскоре был изгнан из неё новым имамом Аль-Касимом аль-Мансуром (ум. 1003), который представлял другую ветвь Рассидов. В 999 году имам Аль-Касим начал свои проповеди и вскоре при помощи хатамитов утвердился в Сааде и Сане. Его сын аль-Хусейн (убит в 1013 г.) правил в Сааде и Сане десять лет.
В 1039 году из Дейлема пришёл следующий великий имам Абуль-Фатх ан-Насир, происхождение которого не совсем ясно. Он захватил Сааду и некоторые другие местности в Северном Йемене. В 1062 году Сулайхиды убили его в бою и надолго подчинили себе Сану. Затем городом завладели Хамданиды. Новый зейдитский имам Ахмад аль-Мутаваккил (1150—1161), захватил Сааду, Ниджран и Сану. В старости он ослеп, потерял власть и умер в тюрьме в 1171 году незадолго до завоевания Йемена Айюбидами. Следующий имам Абдуллах аль-Мансур вёл тяжёлые войны с айюбидскими султанами. На части территории ему наследовали сыновья, хотя одновременно с ними являлись и другие зейдитские имамы. Так, с 1217 по 1248 год проповедовал Яхья аль-Хади II. Затем в 1248 году в Туле провозгласил себя имамом Аль-Махди Ахмад ибн аль-Хусейн. К этому времени Айюбидов сменила туркменская династия Расулидов. Ахмад вступил в упорную борьбу с султаном Аль-Мансуром Умаром I, но потерпел поражение. Сын Умара, Аль-Музаффар Юсуф I (ум. 1295), захватил Сану, Таиз и Сааду. Преемники имама Ахмада аль-Махди находились в подчинении у светской власти и далеко не имели уже прежнего влияния. Однако род Рассидов не пресёкся: в 1592 году далёкий потомок имама Аль-Касима аль-Мансура, Аль-Касим Мухаммад, основал в Йемене династию Касимидов, находившуюся затем у власти вплоть до революции 1962 года.

### Соперничество с другими династиями
После смерти имама Аль-Хади в 911 году его сыновья стали имамами по очереди, хотя это было не по наследству, а скорее выборным процессом. Однако с XI по начало XVII веков имамы обычно не выбирались из сыновей бывшего имама, а скорее циркулировали среди различных ветвей Рассидов. Между тем, множество более мелких династий и семей обосновалось в высокогорье, а также в Тихаме (невысокой прибрежной равнине), где имамы редко правили. Среди наиболее известных из них — Яфуриды (в Сане и Шибаме, 847—997), Сулайхиды (в южном нагорье, 1047—1138), Зурайиды (в Адене, 1080—1174) и Хамданиды (в Сане, 1098—1174). Именно в этот период, когда государство Фатимидов было влиятельным, часть населения обратилась в исмаилизм.
Начиная с завоевания Йемена Айюбидом Туран-шахом в 1174 году, ряд династий осуществляли некоторый контроль и управление в Йемене в течение примерно следующих 400 лет; это, в хронологической последовательности, Айюбиды с 1173/74 по 1229 год; Расулиды с 1229 по 1454 год; Тахириды с 1454 по 1517 год; и Мамлюки — с 1517 по 1538 год, когда Османская империя захватила йеменскую Тихаму.
В течение большей части этого периода династии и их правители были в основном вовлечены в семейные, региональные, а иногда и межрелигиозные споры. По иронии судьбы суннитская династия Расулидов, которые в конечном итоге сосредоточила своё правление в Южном Йемене именно по этой причине, были династией, при которой регион пережил наибольший экономический рост и политическую стабильность.
В период средневековья зейдитские имамы были притеснены низменными династиями, и в течение долгих периодов имамов вообще не было (особенно в 1066—1138 и 1171—1187 годах). С конца XIII века политическая судьба зейдитских имамов несколько оживилась. Они могли противостоять Расулидам и Тахиридам и иногда расширяли свою территорию. Однако, довольно часто, особенно после 1436 года, имамат был разделён между несколькими кандидатами.
Сравнительно мало известно о средневековых зейдитских имамах и их попытках утвердиться и развить ту или иную форму управления (включая сбор налогов) или их успехах в продвижении целей зейдитов в этот период. Судя по имеющимся свидетельствам, между семьями и кланами зейдитов было очень мало преемственности и большая конкуренция. Например, в предположительно репрезентативный двухсотлетний период с XIII до XV веков, похоже, было более двадцати различных кандидатов на имамат, представлявших более десяти различных кланов.

### Государство Касимидов
В этот период интерес к Ближнему Востоку начали проявлять европейцы, особенно португальцы, а затем и другие, в попытке контролировать торговлю на Красном море. Однако для зейдитских имамов османы представляли большую внешнюю угрозу. Османским экспедициям удалось победить горцев в середине XVI века. С начала XVII века Аль-Мансур аль-Касим, принадлежавший к одной из ветвей Рассидов (позже известной как Касимиды), поднял знамя восстания. Его сыну Мухаммед аль-Муайяд бин аль-Мансуру удалось собрать под свою власть весь Йемен, изгнать османов и создать независимое политическое образование. Какое-то время имамы управляли обширной территорией, включая Южный Йемен и районы ещё дальше на восток. Их экономическая база была усилена торговлей кофе в прибрежном перевалочном пункте Моха. В отличие от предыдущей практики, Касимиды правили как наследственная династия.
Власть имамата пришла в упадок в XVII—XIX веках. Территория, контролируемая имамами, сократилась после конца XVII века, а прибыльная торговля кофе пошла на убыль с появлением новых производителей в других частях мира. Исмаил аль-Мутаваккиль в наибольшей степени расширил государство Касимидов.
Государство Касимидов было охарактеризовано как «квазигосударство» с присущим ей противоречием между племенами и правительством, а также между племенной культурой и познанной исламской моралью. Сами имамы переняли стиль ближневосточных монархий, становясь всё более отдалёнными фигурами. В результате они со временем потеряли своё харизматическое и духовное положение среди племён Йемена. Затем имамат затмило второе пришествие турок в равнинный Йемен в 1848 году и в высокогорье в 1872 году. Однако османские войска так и не смогли полностью подавить сопротивление османскому правлению. В конечном итоге османы были изгнаны к 1918 году боковой ветвью Касимидов, которая основала Йеменское Мутаваккилийское королевство.

## Имамы Йемена
| Имя                                   | Время правления | Примечание      |
| ------------------------------------- | --------------- | --------------- |
| Аль-Хади иля-ль-Хакк Яхья             | 897—911         |                 |
| Мухаммад аль-Муртада                  | 911—912         |                 |
| Ахмад ан-Насир                        | 913—934         |                 |
| Аль-Мунтахаб аль-Хасан                | 934—936         |                 |
| Аль-Мухтар аль-Касим                  | 936—956         |                 |
| Яхья аль-Мансур                       | 934—976         |                 |
| Юсуф ад-Даи                           | 977—999         |                 |
| Аль-Касим аль-Мансур                  | 999—1002        |                 |
| Юсуф ад-Даи                           | 1002—1012       |                 |
| Аль-Хусейн аль-Махди                  | 1003—1013       |                 |
| Ахмад аль-Муайяд                      | 1013—1020       |                 |
| Абу Талиб Яхья                        | 1020—1033       |                 |
| Аль-Муид Лидиниллах                   | 1027—1030       |                 |
| Абу Хашим аль-Хасан                   | 1031—1040       |                 |
| Абуль-Фатх ан-Насир ад-Дайлами        | 1038—1053       |                 |
| Хамза аль-Мухтасиб аль-Муджахид       | 1060—1066       |                 |
| Ахмад аль-Мутаваккиль бин Сулейман    | 1138—1171       |                 |
| Аль-Мансур Абдаллах ибн Хамза         | 1187—1217       |                 |
| Ан-Насир Мухаммад ибн Абдаллах        | 1217—1226       |                 |
| аль-Хади Яхья ибн Мухсин              | 1217—1239       |                 |
| Аль-Махди Ахмад ибн аль-Хусейн        | 1248—1258       |                 |
| Аль-Хасан ибн Ваххас                  | 1258—1260       |                 |
| Яхья бин Мухаммед ас-Сираджи          | 1261—1262       |                 |
| Аль-Мансур аль-Хасан                  | 1262—1271       |                 |
| Аль-Махди Ибрахим                     | 1272—1276       |                 |
| Аль-Мутаваккиль аль-Мутаххар бин Яхья | 1276—1298       |                 |
| Мухаммед аль-Махди бин аль-Мутаххар   | 1301—1328       |                 |
| Яхья аль-Муайяд                       | 1328—1346       |                 |
| Али ан-Насир бин Салах                | 1328—1329       |                 |
| Ахмад бин Али аль-Фатхи               | 1329—1349       |                 |
| Аль-Ватхик аль-Мутаххар               | 1349            |                 |
| Али аль-Махди бин Мохаммед            | 1349—1372       |                 |
| Ан-Насир Мухаммед Салахуддин          | 1372—1391       |                 |
| Али аль-Мансур бин Салах-ад-Дин       | 1391—1436       |                 |
| Аль-Махди Ахмад ибн Яхья              | 1391—1392       |                 |
| Али аль-Хади                          | 1393—1432       |                 |
| Аль-Махди Салах-ад-Дин                | 1436—1445       |                 |
| Аль-Мансур ан-Насир                   | 1436—1462       |                 |
| Аль-Мутаваккиль аль-Мутаххар          | 1436—1474       |                 |
| Мухаммед аль-Муайяд                   | 1462—1503       |                 |
| Мухаммед ан-Насир бин Юсуф            | 1474—1488       |                 |
| Аль-Хади Изз ад-Дин ибн аль-Хасан     | 1474—1495       |                 |
| Мухаммед аль-Мансур                   | 1475—1504       |                 |
| Ан-Насир аль-Хасан ибн Изз ад-Дин     | 1495—1523       |                 |
| Аль-Мутаваккиль Яхъя Шараф ад-Дин     | 1506—1555       |                 |
| Аль-Мутаххар                          | 1547—1572       |                 |
| Ан-Насир аль-Хасан бин Али            | 1579—1585       |                 |
| Аль-Мансур аль-Касим ибн Мухаммад     | 1597—1620       |                 |
| Аль-Муайяд Мухаммад ибн аль-Касим     | 1620—1644       |                 |
| Аль-Мутаваккиль Исмаил                | 1644—1676       |                 |
| Ахмад ибн аль-Хасан ибн аль-Касим     | 1676—1681       |                 |
| Аль-Муайяд Мухаммад II                | 1681—1686       |                 |
| Аль-Махди Мухаммад                    | 1687—1718       |                 |
| Аль-Мансур аль-Хусейн                 | 1716—1720       |                 |
| Аль-Мутаваккиль аль-Касим             | 1716—1727       |                 |
| Аль-Мансур аль-Хусейн II              | 1727—1748       |                 |
| Аль-Махди Аббас                       | 1748—1775       |                 |
| Аль-Мансур Али I                      | 1775—1809       |                 |
| Ахмад аль-Мутаваккиль                 | 1809—1816       |                 |
| Абдалла аль-Махди                     | 1816—1835       |                 |
| Али II аль-Мансур                     | 1835—1837       |                 |
| Ан-Насир Абдаллах                     | 1837—1840       |                 |
| Мухаммед аль-Хади                     | 1840—1844       |                 |
| Али II аль-Мансур                     | 1844—1845       |                 |
| Мухаммед аль-Мутаваккиль              | 1845—1849       |                 |
| Али II аль-Мансур                     | 1849—1850       |                 |
| Ахмад аль-Мансур бин Хашим            | 1849—1853       |                 |
| Аббас аль-Муайяд                      | 1850            |                 |
| Али II аль-Мансур                     | 1851            |                 |
| Галеб аль-Хади                        | 1851—1852       |                 |
| Мухаммед аль-Мансур бин Абдалла       | 1853—1890       |                 |
| Аль-Мутаваккиль аль-Мухсин            | 1855—1878       |                 |
| Галеб аль-Хади                        | 1858—1872       |                 |
| Аль-Мансур аль-Хусейн III             | 1859—1863       |                 |
| Аль-Хади Шараф ад-Дин                 | 1878—1890       |                 |
| Мухаммед ибн Яхья Хамид ад-Дин        | 1890—1904       |                 |
| Яхья бин Мухаммед Хамид-ад-Дин        | 1904—1948       | сын предыдущего |
| Ахмед бен Яхья Хамидаддин             | 1948—1962       | сын предыдущего |
| Мухаммад аль-Бадр                     | 1962            | сын предыдущего |